# Cloreto de cobalto(II)
Cloreto de cobalto (II) é o composto químico com a fórmula CoCl2, embora o termo seja usado também para se referir ao hexahidrato, o qual tem uma diferente composição química.  CoCl2 é azul, e o CoCl2·6H2O é rosa profundo. Por causa desta dramática mudança de cor e pela facilidade da reação de hidratação/desidratação, o "cloreto de cobalto" é usado como um indicador para água e umidade. O hexahidrato rosa é um dos compostos de cobalto mais comuns em laboratórios.

## Preparação
Cloreto de cobalto (II) pode ser preparado em sua forma anidra do metal cobalto e gás cloro:
Co(s) + Cl2(g) → CoCl2(s) 
A forma hidratada pode ser preparada do hidróxido de cobalto (II) ou carbonato de cobalto (II) e ácido clorídrico.
Co(OH)2 + 2 HCl → CoCl2 + 2 H2O 
CoCO3 + 2 HCl → CoCl2 + H2O + CO2(g) 
Por hidratação, em ambos os casos, após cristalização, por exemplo, se forma o hidrato.

## Usos
Um uso comum para o cloreto de cobalto (II) é a detecção de umidade, por exemplo em agentes de secagem tais como sílica gel e também em papéis impregnados com este produto químico. Este uso está gradualmente sendo substituído por indicadores, devido à diretriz européia que determina que compostos com a presença do cloreto de cobalto sejam classificados como "tóxico".[carece de fontes?]. Um destes indicadores sem cobalto é o cloreto de cobre (II).
Quando o cloreto de cobalto (II) é adicionado como indicador, o agente de secagem é azul quando ainda ativo, e rosa quando exaurido, correspondendo a CoCl2 anidro e hidratado, respectivamente. Similarmente, papel impregnado com cloreto de cobalto, conhecido como "papel de cloreto de cobalto" é usado para a detectar a presença de água.
Devido a sua notável mudança de coloração, o cloreto de cobalto (II) é utilizado na confecção do famoso "galo do tempo". Assim, as partes coloridas do galo possuem cloreto de cobalto, que mudam a cor para azul, em caso de tempo seco ou de alta temperatura, ou para rosa, em dias de alta umidade e/ou de temperatura baixa.